# سبيد فان
سبيد فان (بالإنجليزية: SpeedFan)‏ هو برنامج يستخدم لمعرفة درجة حرارة مكونات الحاسب، وكذلك للتعرف على سرعة مروحة التبريد. ويتضمن أيضاً خاصية تغيير سرعة المروحة بحسب حرارة المكونات الداخلية، ولهذا البرنامج أيضاً القابلية على مراقبة فولتية الكهرباء في بعض المكونات.

## وصلات خارجية
- الموقع الرسمي